# Operacja pod przykryciem
Operacja pod przykryciem (ang. covert operation lub undercover operation) – rodzaj operacji specjalnej prowadzonej przez tajnego agenta pod przykryciem, na którą składa się seria powiązanych ze sobą działań (więcej niż trzy osobiste kontakty agenta z podmiotami, które są przedmiotem operacji) na przestrzeni pewnego czasu. Pojęcie to zostało przeniesione na grunt polski z doktryny amerykańskiej.
W polskiej Policji w 1994 roku po utworzeniu Centralnego Biura Śledczego (obecnie Centralne Biuro Śledcze Policji) w jego strukturze wyodrębniono Zarząd Operacji Specjalnych.
Operacje specjalne są prowadzone zarówno przez służby specjalne, jak i przez Policję.

## Działania przydatne przy przeprowadzaniu operacji specjalnych
Typologia form czynności operacyjno-rozpoznawczych, które są podstawą przeprowadzania operacji specjalnych została zaproponowana przez J. Widackiego:
- wywiad – może być prowadzony w sposób jawny albo w sposób dyskretny (tajny);
- przetwarzanie danych – wykorzystywanie informacji zaczerpniętych z rozmaitych baz danych;
- kontrola operacyjna, w której skład wchodzi:
  1. podsłuch telefoniczny – polega na rejestrowaniu rozmów prowadzonych za pośrednictwem telefonii stacjonarnej lub komórkowej;
  2. podsłuch pomieszczeń – umieszczenie w określonym obiekcie mikrofonu i urządzenia transmitującego lub rejestrującego informację akustyczną;
  3. podgląd pomieszczeń – technika pokrewna do podsłuchu pomieszczeń, polega na podglądzie z użyciem jednej z technik telewizyjnych (otwór na obiektyw specjalnej kamery jest mniejszy niż ślad po ukłuciu szpilki);
  4. kontrola korespondencji – zapoznanie się przez funkcjonariuszy z treścią lub zawartością przesyłki;
- obserwacja – działanie polegające na tajnym śledzeniu osoby, celem udokumentowania i rozpoznania jej zachowań;
- prowokacja policyjna (zakup kontrolowany) – złożenie określonej, podejrzewanej o popełnienie przestępstwa osobie propozycji nabycia, przejęcia lub sprzedaży przedmiotów pochodzących z przestępstwa, ulegających przepadkowi lub takich, których wytwarzanie, posiadanie czy obrót nimi jest zakazany;
- przesyłka (dostawa) niejawnie kontrolowana – służba policyjna nadzoruje ruch zakazanych lub pochodzących z przestępstwa przedmiotów aby stwierdzić tożsamość uczestników przestępstwa;
- „przykrycie” – stworzenie ściśle zakonspirowanej sytuacji organizacyjnej, kamuflującej zainteresowanie służby policyjnej lub specjalnej określonym celem, np. wprowadzenie policjanta do gangu;
- legalizacja – dostarczanie funkcjonariuszowi tożsamości niezgodnej z rzeczywistością;
- tajni informatorzy – osoba tkwiąca w środowisku przestępczym, która przekazuje informacje służbom[2].

Dodatkowo można wyróżnić kombinację operacyjną, która łączy w sobie kilka typów czynności operacyjno-rozpoznawczych. Kombinacja operacyjna to zaplanowane i przygotowane przedsięwzięcie realizowane przy użyciu pozostałych metod pracy operacyjnej, wykorzystujące błędne przeświadczenie osób, przeciwko którym jest skierowane, co do faktycznego znaczenia zaangażowanych zdarzeń oraz osób w nich występujących, służące osiągnięciu celów pracy operacyjnej. Jest to przedsięwzięcie uprzednio zaplanowane i ukierunkowane na osiągnięcie celów związanych z realizacją funkcji wykrywczych i dowodowych.

## Cele operacji specjalnej
Ogólne cele operacji specjalnej mieszczą się w celach czynności operacyjno-rozpoznawczych. Te ostatnie zostały wyróżnione przez J. Gołębiewskiego następująco: ustalanie źródeł dowodowych w postępowaniu karnym, ustalanie składów osobowych grup przestępczych, ujawnianie przestępstw, umożliwienie zatrzymywania sprawców, ustalanie miejsc ukrywania się osób poszukiwanych przez organy ścigania, miejsc pobytu osób zaginionych oraz miejsc przetrzymywania osób uprowadzonych.

## Typy operacji specjalnych
Zaproponowana przez W. Jasińskiego typologia przedstawia się w następujący sposób:
- operacje infiltracyjne – są one przeprowadzane, gdy nie ma innych możliwości wykrycia sprawców W tej sytuacji operacyjnej nie ma żadnych możliwości uzyskania dowodów;
- operacje zakupów kontrolowanych – eksponuje się tu funkcję dowodową. Odbywa się to przez przyjęcie pieniędzy, które mają być wymienione lub uczestniczenie w sprzedaży nieruchomości lub mienia ruchomego za fundusze nielegalne;
- operacje specjalne polegające na kontrolowanym wręczeniu lub przyjęciu korzyści majątkowej;
- operacje maskujące – są to operacje, które służą przygotowaniu bazy dla następnych operacji. Ich celem jest maskowanie działań służb policyjnych oraz przy[1]gotowanie legendy dla policjantów działających pod przykryciem. Mogą one być wykorzystywane w innych przedsięwzięciach[1].

W powyższej typologii należy zwrócić uwagę na punkt drugi oraz punkt trzeci, które zasadniczo dotyczą tej samej czynności, ale powinny być odróżnione od siebie na podstawie regulacji ustawowych.

## Zasady prowadzenia operacji specjalnych
- Tajność – obowiązek zachowania tajemnicy podejmowanych działań, ewentualne odstępstwa mogą być uzasadnione wymogami proceduralnymi lub określonymi względami taktycznymi[1].
- Organizacja walki – dyrektywa skutecznego działania, którego granice wyznacza nie tylko prawo, lecz także etyka zawodowa.
- Subsydiarność – inicjowanie operacji specjalnych jest zasadne wówczas, gdy nie istnieją lub zostały wyczerpane inne możliwości działań wykrywczych i dowodowych.
- Planowanie operacji specjalnych – obejmuje wszystkie poszczególne elementy operacji specjalnej, takie jak: dotarcie do rozpracowywanej grupy i jej najbliższego otoczenia, taktyka zabezpieczenia policjantów działających pod przykryciem, całokształt spraw związanych z maskowaniem policjantów pod przykryciem (scenariusze „awaryjne”, modyfikacja legendy itd.), finansowanie kolejnych etapów operacji, wykorzystywanie materiałów uzyskanych w toku ich przeprowadzania na potrzeby postępowania karnego, rozłożenie odpowiedzialności za poszczególne czynności lub całą operację specjalną[5].

## Rola funkcjonariusza działającego pod przykryciem
Funkcjonariusz działający pod przykryciem jest najważniejszym komponentem operacji specjalnej. Warunkiem skuteczności operacji jest poziom wyszkolenia, ale też cechy osobowości funkcjonariusza.
Funkcjonariusz działający pod przykryciem naraża się na dekonspirację. Za przykład może posłużyć ujawnienie personaliów czterech agentów rosyjskiego wywiadu w 2018 roku. Usiłowali włamać się do sieci internetowej Organizacji ds. Zakazu Broni Chemicznej. Rozszyfrowano też, kto próbował otruć emerytowanego rosyjskiego szpiega Siergieja Skripala w Wielkiej Brytanii.
Ważnym elementem jest psychologiczny aspekt przedsięwzięcia. Funkcjonariusz działający pod przykryciem musi liczyć się z kosztami psychicznymi akcji. Presja samego działania pod przykryciem, jak również stres i obawa przed dekonspiracją odbijają się na kondycji psychicznej funkcjonariusza.
Powszechny jest również „tajny syndrom sztokholmski”, który wiąże się z wytworzeniem się więzi psychicznej pomiędzy funkcjonariuszem działającym pod przykryciem a członkami grupy przestępczej.

## Przykłady współczesnych operacji pod przykryciem

### „Donnie Brasco”

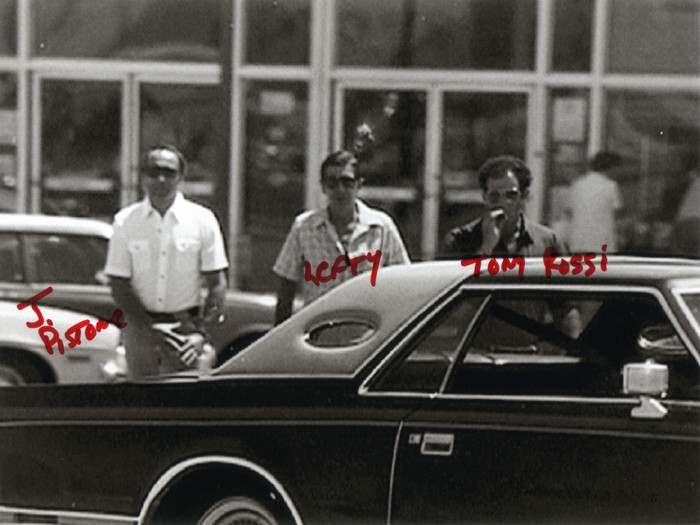
Joe Pistone (pierwszy z lewej), Benjamin „Lefty” Ruggiero, Tony Rossi

Operacja rozpoczęta przez FBI w 1975 roku. Do struktur mafii przeniknął funkcjonariusz FBI Joe Pistone. Przez ponad sześć lat zbierał dowody na gangsterów. Po tym jak otrzymał propozycję pełnoprawnego członkostwa w mafii operacja została przerwana, ponieważ takie członkostwo wiązałoby się z dokonywaniem zabójstw na zlecenie. Po ujawnieniu dowodów mafia wyznaczyła nagrodę za głowę Joe Pistone.

### „Abscam”
Operacja prowadzona przez FBI miała na celu wykrycie korupcji politycznej. Rozpoczęła się w 1978 roku. Agenci FBI podawali się za arabskich biznesmenów, którzy mieli stworzyć warunki do prowadzenia interesów przez fikcyjnego szejka Kambira Abdula Rahmana. Szejk zamierzał kupić azyl w USA, uzyskać pomoc w transferze jego pieniędzy z ojczystego kraju oraz rozpocząć „proces inwestycyjny”. W tym celu inicjowano spotkania z amerykańskimi politykami, które były nagrywane. Na jednym z takich nagrań kongresmen z Florydy Richard Kelly po wypchaniu sobie kieszeni 25 tys. dolarów zapytał agenta pod przykryciem, czy coś widać. Z drugiej strony republikański senator z Dakoty Południowej Larry Pressler, jeden z 31 polityków objętych obserwacją FBI, po usłyszeniu propozycji przyjęcia łapówki w zamian za podjęcie działań na rzecz wspomnianego szejka Rahmana, odpowiedział: Chwileczkę, to, co proponujesz, może być nielegalne, po czym zawiadomił organy ścigania o próbie popełnienia przestępstwa.

### „Dinero”
Operacja realizowana przez amerykańskie DEA we współpracy z policjami: kolumbijską, włoską i hiszpańską. Funkcjonariusze DEA pod przykryciem uzyskali licencję bankową klasy B w Anquilli. Niemal od razu od otwarcia banku zaczęły wpływać fundusze pochodzące z działalności przestępczej. Schemat przelewów zazwyczaj polegał na wpłatach dolarów na konta we Włoszech i Francji, skąd transferowano je do Kolumbii. Rezultatem akcji „Dinero” było aresztowanie ponad 100 przestępców, konfiskata 33 mln dolarów i 9 ton kokainy.

### „Samum”
Ewakuacja funkcjonariuszy instytucji wywiadowczych USA z Iraku przez polski ZW UOP z 1990 roku.
W lipcu 1990 r. prawie pół irackiej armii znalazło się w południowej części kraju. Przebywający w stolicy Iraku od wielu lat dyplomaci państw arabskich lekceważyli jednak sprawę – Saddam Husajn regularnie urządzał pokazy siły. Na dodatek pod koniec lipca ambasador USA w Iraku April Glaspie spotkała się z Saddamem, który zapewnił ją, że ruchy wojsk nie oznaczają niczego poza właśnie pokazem siły. Tydzień później iracka armia zaatakowała Kuwejt i zajęła ten kraj w ciągu kilkunastu godzin. Od tego momentu wszyscy dyplomaci i oficerowie wywiadów, którzy jeszcze nie zdążyli wyjechać z Iraku i Kuwejtu do domów na wakacje, znaleźli się w środku dramatycznego kryzysu dyplomatycznego i militarnego.
Organizacja Narodów Zjednoczonych, po licznych ostrzeżeniach wobec Iraku, 29 listopada uchwaliła rezolucję nr 678, w której wystosowała do władz w Bagdadzie ostateczne ultimatum. W dokumencie ONZ żądała wycofania wojsk irackich z Kuwejtu do 15 stycznia 1991 roku.
Latem 1990 r. w Kuwejcie, w pobliżu granicy z Irakiem, pojawiło się sześciu oficerów CIA, DIA i NSA. Ich zadaniem było śledzenie, przy użyciu nowoczesnego sprzętu nasłuchowego, ruchów wojsk irackich po drugiej stronie granicy. Gdy Saddam wszedł do Kuwejtu, Amerykanie znaleźli się w pułapce. W depeszy skierowanej wyłącznie do polskiego rezydenta, centrala ujawniła: trzeba będzie wywieźć kilku oficerów amerykańskiego wywiadu, którzy z Kuwejtu przedostali się do Bagdadu. Pod fałszywym nazwiskiem Gromosław Czempiński przyleciał LOT-owskim czarterem do Bagdadu 13 października 1990 r. jako nowy pracownik polskiej ambasady. Dwa dni po przyjeździe, na jednej z ulic Bagdadu, Czempiński spotkał się z jednym z sześciu ukrywających się Amerykanów. Razem z Czempińskim do Iraku przyleciało sześć paszportów, 23 października wizy wyjazdowe były już w paszportach.
24 października o godz. 19 Czempiński i Kazimierz Szapował dwoma samochodami w umówionym miejscu w Bagdadzie zabrali z ulicy sześciu Amerykanów. 25 października o godz. 4 rano ruszyli dwoma toyotami polskich firm. W każdym samochodzie z tyłu siedziało trzech Amerykanów. Amerykanie bezpiecznie przeszli przez most graniczny, po drugiej stronie czekali na nich Polacy, którzy wsadzili ich w samolot do Warszawy.
Działania polskiego wywiadu w Iraku otworzyły Polakom drogę do sojuszu z USA. W ramach wdzięczności rząd USA umorzył Polsce znaczną część długu z czasów PRL.

### „Gringo”
„Gringo” to kryptonim największej operacji specjalnej w historii ABW. Tajnej – we współpracy z policją kolumbijską i amerykańską agencją antynarkotykową DEA. Dla ABW operacja „Gringo” zaczyna się 13 grudnia 2008 r. w Ipiales. Tego dnia członkowie Combo podczas przewożenia z dżungli kokainy, zostali schwytani przez policję kolumbijskią i DEA. Dla DEA i policji kolumbijskiej operacja zaczęła się w maju 2007 r. Nazwano ją „Manos Grande” – „Długie ręce”.
Operacja miała za cel rozpoznanie europejskich struktur przestępczych powiązanych z kartelami narkotykowymi, „uszczuplenie” ich finansów i zebranie dowodów pozwalających na oskarżenie.
18 lutego 2009 roku przy Porcie Lotniczym im. F. Chopina w Warszawie kamera rejestruje zielony mikrobus. Mężczyźni z samochodu to: czarnoskóry (na imię ma David), mężczyzna o wschodnich rysach („Turco”, czyli Turek), dwóch Latynosów (Jaime i „Mono”) oraz biały, ubrany po wojskowemu, a także kierowca. Wchodzą do magazynu, w którym jest ukryte aż 1130 kg kokainy. Narkotyk ma być później podzielony pomiędzy ważnych graczy narkotykowego świata w Europie przez dwóch Kolumbijczyków oraz urodzonego w Bogocie Szwajcara, którzy reprezentowali kartel narkotykowy z Meksyku. Na ich zaproszenie do Polski przybyli przedstawiciele gangów z Holandii i Hiszpanii, by dobić targu z bossami z Ameryki Południowej. Żaden z sześciu mężczyzn nie wiedział, że wszyscy wpadli w zręczną pułapkę zastawioną przez DEA, kolumbijską policję oraz oficerów Agencji Bezpieczeństwa Wewnętrznego. To służby specjalne zorganizowały „przemyt” narkotyków nad Wisłę.
W Polsce pilnowało kokainy, obserwowało i rozpracowywało przemytników ok. 300 funkcjonariuszy ABW. Założono ponad sto podsłuchów. W Agencji wprowadzono system wewnętrznej kontroli, by nie dopuścić do przecieku.
Czterech funkcjonariuszy ABW, w tym „wojskowy” (ten z Okęcia), pracowało pod przykryciem. Uczestniczyli w spotkaniach z „narkotrafikantami”. Rezerwowali im właściwe (naszpikowane pluskwami i kamerami) pokoje w hotelach Holiday Inn, Mercure, Intercontinental.

### „Czerwony Świt” – pojmanie Saddama Husajna

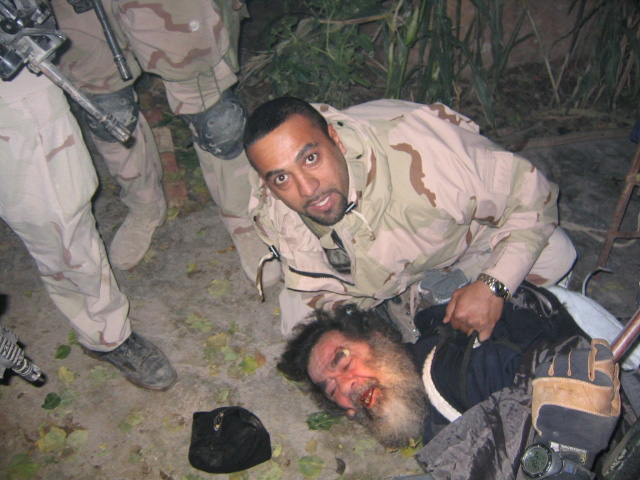
34-letni Irakijczyk, Samir, trzymający Saddama Husajna podczas jego schwytania w Tikrit

Saddam Husajn (Saddam Husajn Abd al-Madżid at-Tikriti) sprawował dyktatorskie rządy prezydenckie w Iraku w latach 1979–2003.
Operacja „Czerwony Świt” (ang. Red Dawn) prowadzona była przez Grupę Zadaniową 121 (żołnierze jednostek specjalnych, m.in. Delta Force, Seal Team Six).
Wkrótce po inwazji na Irak, Saddam Husajn zniknął z radaru i przemieszczając się nie pozostawał w jednym miejscu dłużej niż na jedną noc. Dodatkowo, iracka armia oraz służby wywiadowcze złożyły broń i przeszły do cywila.
Podążając za cyfrowym śladem osób najbliższych Husajnowi udało się go namierzyć 13 grudnia 2003 roku w Ad Dawr w Iraku. Ukrywał się w specjalnie przygotowanej podziemnej kryjówce, do której prowadziło zamaskowane przejście. Pomieszczenie miało rozmiary 1,80 na 2,40 metra. Było wyposażone m.in. w wentylator. Po odkryciu klapy, żołnierze chcieli wrzucić granat, jednak Husajn wcześniej się ujawnił i prosił o negocjacje.
Husajn miał przy sobie pistolet, nie stawiał oporu i był „bardzo oszołomiony”. W podziemnej kryjówce, przykrytej styropianem i dywanem, nie miał żadnych środków łączności.

### „Neptune Spear” – zabicie Osamy bin Ladena
Osama bin Laden (Usama ibn Ladin) był współzałożycielem i przywódcą organizacji terrorystycznej Al-Ka’idy. Organizacja ta przyznała się do przeprowadzenia m.in. ataków z 11 września 2001 na World Trade Center.

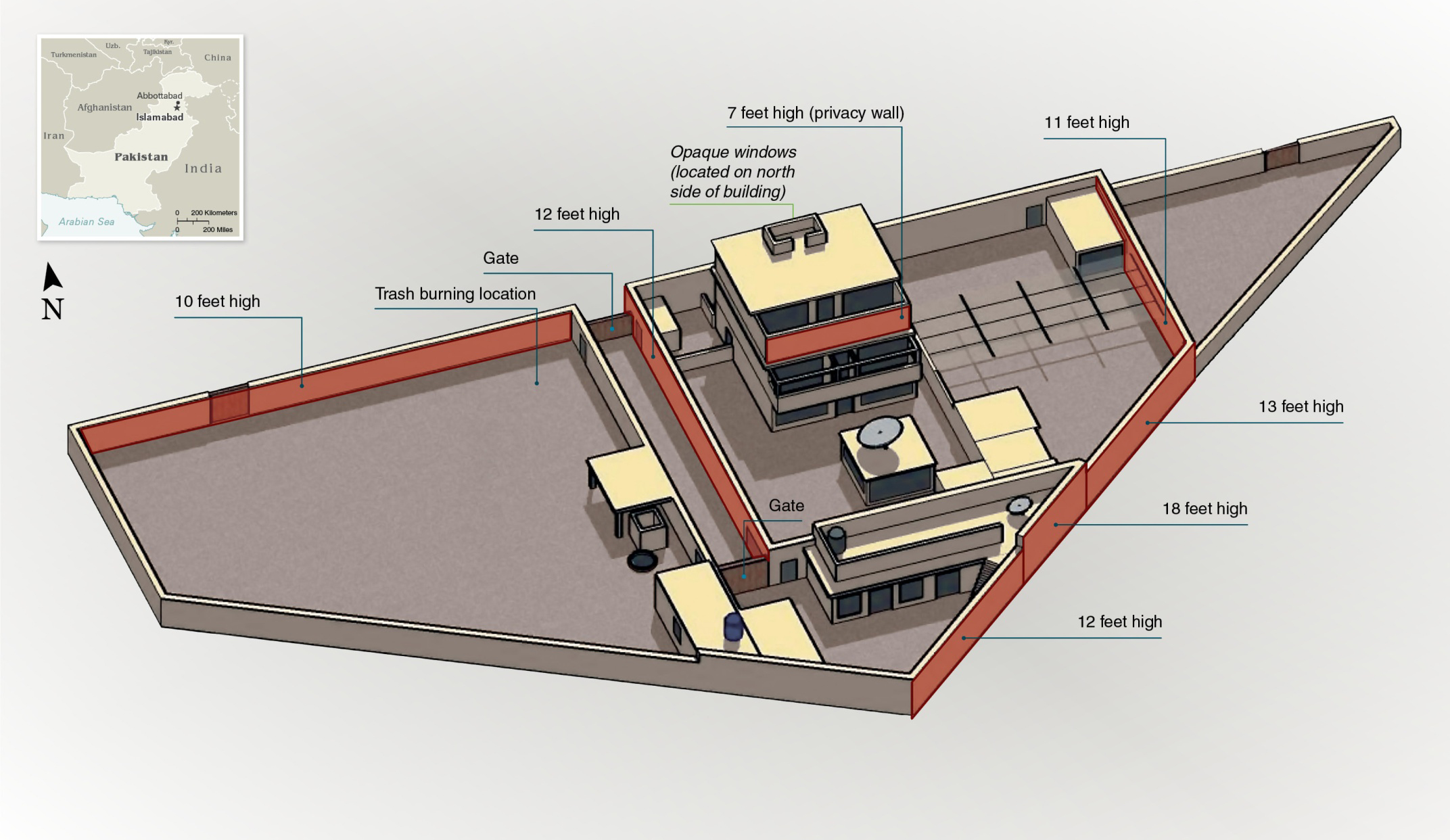
Szkic ufortyfikowanej rezydencji bin Ladena w Abbottabadzie

CIA używała wszelkich dostępnych środków i technik przy polowaniu na bin Ladena. Po 10 latach od ataku na WTC ustalono, że prawdopodobnie przebywa w rezydencji w pakistańskim Abbotabadzie. Na podstawie długości cienia (o odpowiedniej porze dnia i kącie padania promieni słońca) zmierzono wzrost mężczyzny przebywającego w budynku z dokładnością co do milimetrów. Dodatkowo, przeprowadzono fałszywy program szczepień aby pobrać próbki DNA od osób przebywających w rezydencji.
W styczniu 2011 roku wiceadmirał William McRaven, dowódca Połączonego Dowództwa Operacji Specjalnych (JSOC) starannie wybrał zespół do rozpoczęcia szeroko zakrojonego planowania nalotu na rezydencję w kampusie CIA w Langley w stanie Wirginia. W kwietniu, na podstawie zebranych informacji, ówczesny prezydent USA Barack Obama wydaje zgodę na przeprowadzenie nalotu. W akcji brali udział członkowie Seal Team Six.
Rankiem 2 maja 2011 roku rozpoczęła się operacja „Neptune Spear” (Włócznia Neptuna). Oddziały wyruszyły z bazy lotniczej spedycji w Jalalabad w Afganistanie. Wykorzystano dwa śmigłowce MH-60 Black Hawk, które używały technik obniżonej wykrywalności. Jeden śmigłowiec miał opuścić żołnierzy na 3. piętro, drugi miał wysadzić pozostałych na ziemi, aby zabezpieczyli teren i mieli oko na pobliski pakistański ośrodek szkoleniowy. Pierwszy śmigłowiec rozbił się na terenie rezydencji, więc atak musiał zostać przeprowadzony z ziemi.
W ciągu zaledwie 40-minutowego nalotu dwoma strzałami zabito Bin Ladena, 3 współpracowników i kobietę, która służyła jako ludzka tarcza.